# Девојка са бисерном минђушом
Девојка с бисерном минђушом (хол. Het Meisje met de Parel) је портрет који је насликао холандски сликар Јоханес Вермер 1665. године. Ову слику још зову и "Мона Лиза севера“ или „холандска Мона Лиза". Портрет се чува у музеју у Хагу.
Врло мало се зна о Вермеру и његовим делима. Ова слика је потписана, . После рестаурације 1994. године схема боја и тајанственост погледа увелико је побољшана.
Како су се Вермерови радови после његове смрти јефтино продавали, године 1881. купио ју је Арнолдус Андријес дес Томбе. Портрет је био у врло лошем стању па га је дес Томбе поклонио музеју у Хагу 1902. године.

## Опис слике
„Девојка са бисерном минђушом“ приказује једну девојку. Портрет је приказан тако да се виде делови леђа и портрет се завршава у пределу девојчиних пазуха. Девојка носи жуто- смеђу јакну испод које је видљива и наглашена бела крагна блузе. Јакна је контраст према плавом турбану на глави девојке који се завршава једном жутом падајућом марамом. У 17. веку су турбани били јако проширени делови одеће у Европи. Нарочито је наглашена перла на уху девојке, која делује у виду светлеће тачке на слици. Поглед девојке је усмерен на посматрача слике и она као да га гледа. Уста су јој благо отворена, а косо положени положај главе наговештава одређено одсуство мисли.
Девојчини обасјани образ, капци и усне су одмах препознатљиви као Вермерово дело због маестралног приказа светла. Академици су се дивили начину на који је нос и даљи образ претапају у светлости и начину на који Вермер тоновима светлости и сенке дочарава ближе црте лица својих субјеката. Слично томе, светлоружичасти и бели праменови светлости на њеним уснама их чине наизглед влажним и пуним, доприносећи мистицизму ове слике. Публика је остављена с питањем да ли је она затечена у причи или је просто стала да узме дах.

## Рестаурација
Приликом рестаурације слике 1994. године било је старо ланено уље на слици одстрањено и нанесен је нови намаз тако да су боје светлије деловале. Такође је додано мало светлије боје на десни део доње усне како би се уклонила прекомерна рефлексија од перле која није настала од стране Вермера.

## Роман, филм и представа о портрету
Године 1999. америчка списатељица Трејси Шевалије написала је роман "Девојка са бисерном минђушом". Роман је 2003. године преточен у истоимени филм, са Скарлет Џохансон у главној улози, да би се 2008. године појавила и позоришна представа.
Роман и адаптације имају сличну радњу, у којој описују околности настајања слике.